# Usha Chaumar
Usha Chaumar (nascida em 1978) é uma assistente social de Alwar, Rajasthan, Índia. Ela é a presidente da Sulabh International Social Service Organization, o braço sem fins lucrativos da Sulabh International. Em 2020, ela recebeu a homenagem Padma Shri do Governo da Índia pela sua contribuição no campo do trabalho social, especialmente na consciencialização contra o trabalho manual com dejetos.

## Vida
Nascida na vila de Deegh perto de Bharatpur, Rajasthan, numa família Dalit, Chaumar começou a trabalhar aos 7 anos de idade, juntamente com a sua mãe. Ela limpou manualmente fezes humanas sem qualquer precaução. Chaumar casou-se aos 10 anos e mudou-se para Alwar, juntando-se à família do seu marido aos 14 anos, enquanto continuava a fazer o mesmo trabalho manual. Em 2002, aos 24 anos, ela conheceu o fundador da Sulabh International, Dr. Bindeshwar Pathak, quando ele visitou a sua aldeia para falar com os trabalhadores que realizavam este tipo de trabalhos manuais. Sob a sua orientação, ela juntou-se à ONG Nai Disha, por um estilo de vida sustentável alternativo. Actualmente, ela é presidente da Sulabh International Social Service Organisation (SISSO), o braço sem fins lucrativos da Sulabh International. Em 2020, ela recebeu a homenagem Padma Shri do Governo da Índia pela sua contribuição no campo do trabalho social, especialmente na conscientização contra o trabalho manual em dejetos humanos.
 